# زاوولژسکویه
زاوولژسکویه (به لاتین: Zavolzhskoye) یک منطقهٔ مسکونی در روسیه است که در استان آستراخان واقع شده‌است.